# Onze nadals i un cap d'any

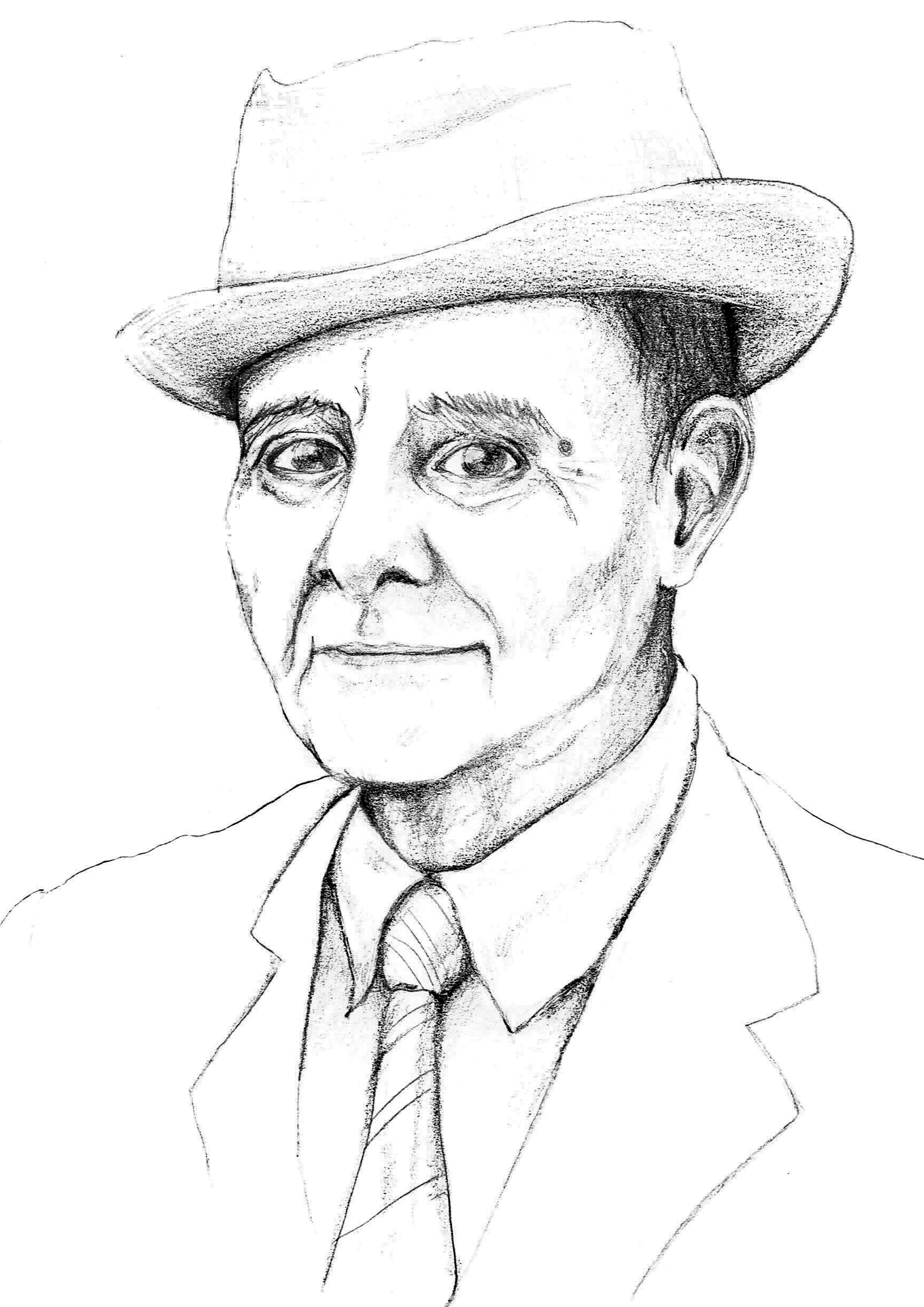
J. V. Foix

Onze nadals i un cap d'any és un llibre de poemes de Josep Vicenç Foix i Mas publicat l'any 1960. Aquest poemari mereixé el Premi Lletra d'Or el 1961.
Els poemes, escrits del 1948 al 1958, l'autor els enviava per Nadal als amics, alguns dels quals van il·lustrar-los. El llibre el tanca amb un «cap d'any», un nou tipus de composició similar, que Foix va començar a enviar a partir del 1960 i ho feu fins al 1976.

## Contingut de l'obra
L'autor reinterpreta el gènere de la nadala amb una mirada creativa i renovadora, on combina la tradició popular amb una elaboració formal rica. Aquestes composicions, que sorgeixen com a fruit d’un mestissatge poètic, exploren un ampli ventall de possibilitats: des de la reflexió espiritual fins al pensament ètic, passenviant per l’experimentació lírica i les evocacions personals. El joc constant amb sons, referències i registres converteix aquests poemes en un espai de trobada entre la innovació artística i l’arrelament a la memòria col·lectiva.

## Recepció
A finals de 2008, Propaganda pel fet! publicà el llibre i CD Onze nadals i un cap d'any, projecte encapçalat per Francesc Ribera juntament amb Albert Vila (Brams) i el Marc Serrats (Dijous Paella), anomenats Poetristes, actualitzant tot un clàssic a ritme de música mediterrània. En aquesta edició es presenta una reproducció del llibre original amb les litografies de Dalí, Josep Guinovart i Josep Mompou, entre d'altres.